# Ichthyococcus
Ichthyococcus är ett släkte av fiskar. Ichthyococcus ingår i familjen Phosichthyidae.
Kladogram enligt Catalogue of Life:
| Ichthyococcus | \| \| Ichthyococcus australis \| \| \| \| \| \| Ichthyococcus elongatus \| \| \| \| \| \| Ichthyococcus intermedius \| \| \| \| \| \| Ichthyococcus irregularis \| \| \| \| \| \| Ichthyococcus ovatus \| \| \| \| \| \| Ichthyococcus parini \| \| \| \| \| \| Ichthyococcus polli \| \| \| \| |
|               | \| \| Ichthyococcus australis \| \| \| \| \| \| Ichthyococcus elongatus \| \| \| \| \| \| Ichthyococcus intermedius \| \| \| \| \| \| Ichthyococcus irregularis \| \| \| \| \| \| Ichthyococcus ovatus \| \| \| \| \| \| Ichthyococcus parini \| \| \| \| \| \| Ichthyococcus polli \| \| \| \| |
|               | Phosichthys |
|               | |
|               | Pollichthys |
|               | |
|               | Polymetme |
|               | |
|               | Vinciguerria |
|               | |
|               | Woodsia |
|               | |
|               | Yarrella |
|               | |
|               | Ichthyococcus australis |
|               | |
|               | Ichthyococcus elongatus |
|               | |
|               | Ichthyococcus intermedius |
|               | |
|               | Ichthyococcus irregularis |
|               | |
|               | Ichthyococcus ovatus |
|               | |
|               | Ichthyococcus parini |
|               | |
|               | Ichthyococcus polli |
|               | |

|  | Ichthyococcus australis   |
|  |                           |
|  | Ichthyococcus elongatus   |
|  |                           |
|  | Ichthyococcus intermedius |
|  |                           |
|  | Ichthyococcus irregularis |
|  |                           |
|  | Ichthyococcus ovatus      |
|  |                           |
|  | Ichthyococcus parini      |
|  |                           |
|  | Ichthyococcus polli       |
|  |                           |